# То је живот мој (кратки документарни филм)
„То је живот мој” је кратки документарни филм из 1974. године. Режирао га је Борислав Гвојић који је написао и сценарио.